# Национально-освободительное восстание в Сирии
Национально-освободительное восстание в Сирии в 1925—1927 годах или Сирийская революция (араб. الثورة السورية الكبرى‎) — восстание в Сирии мусульманской религиозной общины друзов против французского господства. Восстание было подавлено французскими войсками. После подавления восстания Сирия 11 июня 1932 года была объявлена республикой при сохранении Лигой Наций французского мандата на её управление.

## Предыстория
В 1918 году Турция, потерпевшая поражение в Первой мировой войне, утратила свою власть над Сирией. На территорию Сирии были введены войска Англии и Франции. Пребывание европейцев на территории страны вызвало негативную реакцию сирийцев. Французские войска ещё в 1919 году столкнулись с сопротивлением местного населения на севере страны, шейх алавитов Салих аль-Али возглавил восстание в прибрежной горной цепи, а Ибрагим Ханану — в Алеппо. Лидеры двух восстаний поддержали идею создания единого сирийского государства под властью эмира Фейсала. В марте 1920 года Фейсал официально был объявлен королём Арабского королевства Сирия.
В апреле 1920 года на конференции в Сан-Ремо союзники поделили контроль над бывшими территориями Османской империи: Англия взяла под свой контроль Палестину, Трансиорданию и Ирак, а Франция 1 декабря 1920 года объявила своей подмандатной территорией Сирию. Правительство страны не признало решений конференции. Однако в ходе краткосрочной франко-сирийской войны французы разбили арабские войска при Майсалуне, и Арабское королевство Сирия было ликвидировано. Французы разделили страну на 4 «самоуправляемые» территории, которые находились под их фактическим контролем: Дамаск, Алеппо, Большой Ливан, государство алавитов и Джебель-Друз.

## Причины

### Отчужденность местных элит
Одной из причин начала восстания была отчужденность сирийских племенных элит от французской администрации. Османская империя, особенно в последние годы своего существования, передала значительные полномочия по управлению на местный уровень. Такая система управления гарантировала разным народам, населявшим Сирию, отстаивание их традиционных интересов (например, позволяла мусульманам устанавливать нормы шариата, а евреям и христианам исповедовать собственные религиозные ценности).
Европейские державы, однако, не оценили тонкостей османского правления в регионе и четко обозначили, что ликвидация национального правительства означает ликвидацию и администраций на местах. Французы в Сирии полагали, что сирийцы не способны организовать самоуправление, и начали создание местной администрации из европейцев, которые, как официально заявлялось, должны были обучить сирийских коллег искусству управления.
Однако вместо обучения местных кадров французские советники взяли на себя все властные полномочия на местах. Это вызвало негодование вождей племен, осуществлявших функции управления в течение многих столетий. Кроме того, местная сирийская власть традиционно строилась по принципу клановости, в то время как европейские администраторы отказались от системы каст, подрывая структуру элит.

### Курс на лояльность племен
Вне городов французы практически не имели реальной власти. Между тем кочевые племена, населявшие Сирию, стали испытывать опасения за сохранность своего традиционного образа жизни. После Первой мировой войны территории племен были разделены между Турцией, французским мандатом в Сирии и британским мандатом в Месопотамии. Каждый из регионов контролировался различными администрациями, что ограничивало былую свободу передвижения кочевых племен. Кроме того, в Сирии стремительно шла индустриализация: строились дороги, автомобили и автобусы стали обычным явлением, что вызывало раздражение у консервативных лидеров кочевников. Ситуация для кочевников усугублялась и притоком армян и курдов из Турции.
Чтобы держать под контролем кочевые племена, французы приняли несколько ограничительных мер. Так, племенам запретили носить оружие в населенных пунктах и обязали платить налоги на скот. Кроме того, французские чиновники пытались подкупить племенных вождей. В некоторых случаях это срабатывало, но в некоторых вызывало негодование. В итоге, когда в 1925 году вспыхнуло национально-освободительное восстание, тысячи соплеменников были готовы воевать против французов.

### Националистические настроения
Сирийский национализм поощрялся в период правления Фейсала I, но после его свержения многие националисты бежали из страны, чтобы избежать смертных приговоров, арестов и преследования со стороны французов. Некоторые отправились в Амман, где они нашли сочувствие Амира Абдуллы, но под давлением британцев Абдулла изгнал их из Трансиордании. Другие сирийские националисты нашли приют в Каире, где в 1921 году был основан Сирийско-палестинский конгресс.
В 1925 году, в рамках подготовки к предстоящим выборам, Верховный комиссар Сирии генерал Морис Саррай разрешил легализацию политических партий. Сирийско-палестинский конгресс показал себя неэффективной организацией, и его сирийские члены вернулись в Сирию. Они основали Народную партию в Дамаске. Националисты в целом не готовили восстание, но оказались готовы к участию в нём, когда оно началось.

### Репрессии в отношении друзов

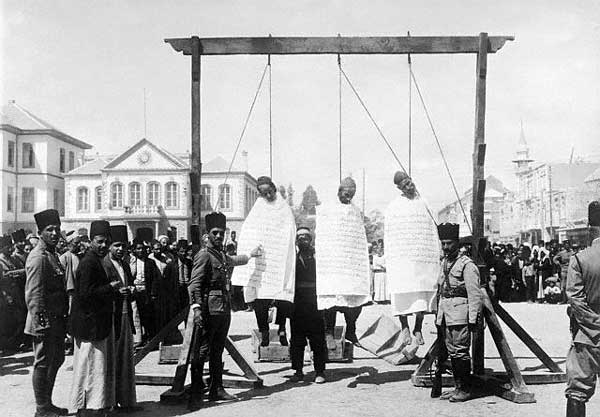
Публичная казнь повстанцев на площади Марджех в Дамаске

Искрой, которая разожгла национально-освободительное восстание, стало соглашение между французами и друзами. В 1923 году лидеры Джебель-Друз, области на юго-востоке Сирии, пришли к соглашению с французскими властями, рассчитывая получить ту же степень автономии, которой они пользовались в Османской империи.
Община друзов управлялась советом знати — меджлисом, — который избирал из своих рядов лидера. Традиционно эту роль играли члены семьи аль-Атраш. Но в 1923 году, вскоре после того заключения договора с французами, Селим аль-Атраш подал в отставку. Пользуясь склоками внутри рода аль-Атраш, недовольный правлением Селима меджлис избрал главой общины французского офицера капитана Карбилье. Он был первоначально назначен на три месяца, позже его полномочия были продлены на неопределенный срок.
Капитан Карбилье приступил к серии реформ, в ходе которых жестко добивался сбора налогов, разоружил население и использовал принудительный труд заключенных и крестьян. В то же время Султан аль-Атраш, самый амбициозный член семьи аль-Атраш, направил делегацию в Бейрут, чтобы сообщить Верховному комиссару Сарраю, что действия капитана Карбилье противоречат интересам друзов. Вместо того, чтобы выслушать делегатов, Саррай их арестовал. Узнав об этом, друзы поддержали семью аль-Атраш и выступили против французов и лояльного к ним меджлиса.

## Начало восстания

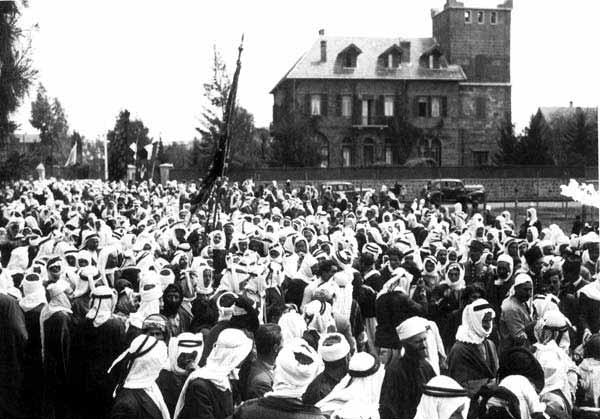
Воины-друзы готовятся выступить против французов, 1925 год

23 августа 1925 года Султан аль-Атраш официально объявил начало восстания против французского полуколониального режима. Призвав различные этнические и религиозные общины Сирии противостоять иностранному господству на территории Сирии, аль-Атрашу удалось заручиться поддержкой широких слоев населения. Восстание быстро распространилось по всей Сирии, к нему присоединились крупные политики, такие как Хасан аль-Харрат, Насиб аль-Бакри, Абд аль-Рахман Шахбандар и Фавзи аль-Кавукджи.
Борьба фактически началась ещё с битвы при аль-Кафре 21 июля 1925 года, битвы при аль-Мазраа 2-3 августа 1925 года и последовавших боев при Салхад аль-Мусайфира и Сувейде. Первоначально французы были плохо подготовлены к противодействию повстанцам. В 1925 году количество французских войск в Сирии составляло всего 14 397 солдат и офицеров плюс 5902 сирийских вспомогательных подразделений. Кроме того, вместо оперативного реагирования на действия восставших, Саррайль решил бездействовать и накапливать силы, что стало его тактической ошибкой, позволившей локальному восстанию друзов перерасти в национальное восстание. Было создано революционное правительство во главе с аль-Атрашем и Абд аль-Рахманом Шахбандаром, лидером Народной партии, в качестве вице-президента.

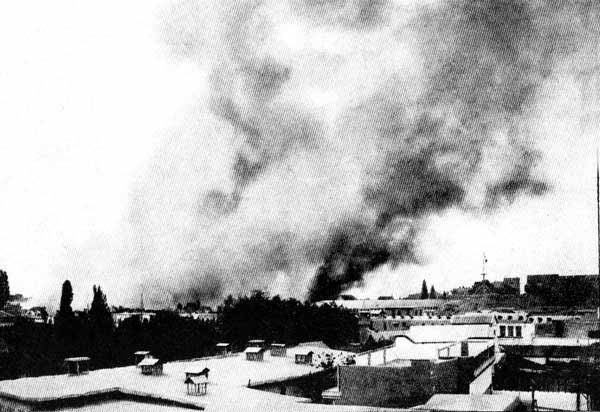
Дамаск под огнём французской артиллерии

Повстанческая армия заняла Дамаск и контролировала его пять дней в октябре 1925 года. Французы укрылись в цитадели и оттуда обстреливали город из артиллерийских орудий, в результате чего было уничтожено много зданий, в том числе памятников культуры, и погибло от 500 до 1200 человек. Несмотря на отступление повстанцев из Дамаска, бои в оазисе Гута, окружающем столицу, продолжались: 17 ноября — при Аль-Зоре, 19 ноября — при Ялде и Баббиле. 
Зимой 1925 года ситуация еще не была под контролем. На международном уровне военные действия французов единогласно осуждаются. Генерал Саррайль был отозван в Париж. Генерал Гамелен получил высшее командование войсками в Леванте вместе с гражданским верховным комиссаром, назначенным французским правительством, сенатором Анри де Жувенелем. Это назначение открывает путь к политическому урегулированию кризиса. В конце зимы бои возобновились, и засады снова участились. В ответ на вспышки насилия Жувенель в начале 1926 года объявил свободные и всенародные выборы в регионах, которые ещё не были затронуты восстанием. В основном они прошли мирно, однако в двух городах — Хомсе и Хаме, местные элиты проигнорировали выборы.
В начале лета 1926 года Париж направил тысячи военнослужащих в Сирию и Ливан из Марокко и Сенегала, оснащенных современным вооружением. Французы повели активные боевые действия против повстанцев, которые перешли к партизанской борьбе. Друзам не удается объединиться и определить свою стратегию. В июле французское командование направило в район Гуты большую карательную экспедицию. Партизаны разгромили французские войска под Кисвой (в 12 км к югу от Дамаска) и 24 августа снова проникли в Дамаск. Только в мае 1927 года французы окончательно захватили Гуту.
В сентябре 1926 года Хама присоединилась к повстанцам. В течение двух месяцев окрестности Хомса и Хамы полностью перешли под контроль повстанцев.
Подавив восстание (в июле 1927 года эль-Атраш бежал в Аравию), французская администрация 9 июня 1928 году произвела выборы в Учредительное собрание, а в 1932 году Сирия была объявлена республикой с сохранением французского мандата. В 1943 году он был упразднён.

## Итоги
Национально-освободительное восстание в Сирии привело к изменениям во французском подходе к управлению колониями. Война была слишком дорога, и французы сменили угрозы военного вмешательства на тактику дипломатических переговоров. В марте 1928 года, всего через год после подавления восстания, была объявлена всеобщая амнистия для повстанцев, хотя Султану аль-Атрашу и Шахбандару вернуться не разрешили.
В ходе восстания по меньшей мере 6000 повстанцев были убиты, более 100 000 человек остались без крова, пятая часть которых устремилась в Дамаск. После двух лет войны город был плохо подготовлен к наплыву вынужденных переселенцев. Хама была опустошена. Города и фермы Сирии понесли значительный ущерб, а сельское хозяйство и торговля временно прекратились.